# 뢰야 아이한
뢰얄라 야쿠브 크즈 나자포바(아제르바이잔어: Röyalə Yaqub qızı Nəcəfova, 1982년 6월 14일 ~ )는 아제르바이잔의 가수, 모델이다.